# Zádor (Baranya)
Pour les articles homonymes, voir Zádor.
Zádor est un village et une commune du comitat de Baranya en Hongrie.